# Borowe (województwo lubuskie)
Borowe (niem. Burau) – wieś w Polsce położona w województwie lubuskim, w powiecie żagańskim, w gminie Iłowa przy drodze wojewódzkiej nr 300, w północnej części Borów Dolnośląskich.
W latach 1975–1998 miejscowość administracyjnie należała do województwa zielonogórskiego.

## Historia
W dokumentach pochodzących z 1476 istnieje wzmianka o wsi, nazwę zapisano jako Bore. W latach 40. XVIII wieku hrabia Promnitz osiedlił tu braci czeskich. 

## Zabytki
Do wojewódzkiego rejestru zabytków wpisany jest:
- dwór wybudowany w 1620 jako dom myśliwski, przebudowany w latach 30. XVIII w. otrzymał formę klasycystyczną[4]